# La casa a vapore
La casa a vapore (La Maison à vapeur) è un romanzo Jules Verne pubblicato nel 1879, facente parte della collana dei Voyages extraordinaires.

## Trama
1867. Un viaggio attraverso l'India settentrionale (da Calcutta a Mumbai) viene organizzato dal colonnello inglese Edward Munro, vedovo da dieci anni (sua moglie scomparve nel corso dei combattimenti nei pressi di Cawnpore); ad accompagnarlo nella sua steam house (una locomotiva stradale mascherata da elefante che traina due confortevoli vagoni) sono i suoi più intimi amici: il costruttore dell'elefante, l'ingegner Banks; il francese Maucler, amico di Banks, narratore della storia; il capitano Hod e il suo attendente Fox, appassionati di caccia alla tigre; il sergente Mac Neil e il suo domestico indiano Goumi.
Partita da Calcutta il 6 maggio, la comitiva tocca Benares, Allahabad e Cawnpore; dopo un viaggio pieno di imprevisti, il 25 giugno l'elefante si accampa ai piedi dell'Himalaya e Munro fa la conoscenza dell'originale olandese Mathias Van Guitt, fornitore degli zoo di Londra e Amburgo, impegnato a catturare gli animali ordinatigli; uno dei servitori di quest'ultimo, Kalagani, è stato mandato da Nana Sahib, capo della rivolta di dieci anni prima creduto morto ma recentemente riapparso, per attirare in una trappola l'odiato colonnello. La pacifica convivenza tra Van Guitt e la comitiva, alla quale Kalagani dimostra sempre la sua devozione, continua per due mesi. La notte del 26 agosto, durante un assalto di belve provocato da Kalagani, viene catturata l'ultima tigre; così, il 3 settembre, la casa a vapore parte trascinando il serraglio dell'olandese, che viene lasciato due settimane dopo a Etawah, dove Kalagani riesce ad entrare nel personale di Banks e Munro.
Tra il 30 settembre e il 1º ottobre la casa a vapore viene attaccata da un centinaio di elefanti, che la costringono a rifugiarsi nel lago Puturia (dopo aver perso uno dei vagoni); vengono mandati in esplorazione Goumi e Kalagani, ma non tornano. Appena la casa sbarca per andare a cercarli, viene assalita da un gruppo di Thug mandati da Kalagani; il colonnello Munro viene portato da Nana Sahib, che lo fa legare alla bocca di un cannone, volendo ucciderlo il giorno dopo. Quella notte però arriva Goumi, che salva lui e la Fiamma Errante, cioè Lady Munro che, impazzita, vagava per la regione da dieci anni; liberatosi dai Thug, Banks fa esplodere il Gigante d'Acciaio, sterminandoli tutti (compresi Nana Sahib e Kalagani); il 5 ottobre, in ferrovia, i viaggiatori raggiungono Bombay.
Il romanzo si conclude il 12 novembre, con la visita di tutta la comitiva al colonnello Munro a Calcutta, dove sua moglie sta cominciando a guarire.

## Personaggi

### Protagonisti
- Maucler, francese, amico di Banks.
- Banks, inglese, 45 anni, ingegnere che costruì la casa a vapore per il Raja del Bhutan, alla cui morte ricomprò a prezzo inferiore.
- Il colonnello Edward Munro, appartenente ad un'antica famiglia scozzese (che vanta tra i suoi membri Hector Munro, colui che inventò la morte alla bocca del cannone), 47 anni, sposatosi con Laurence Honlay nel 1855.
- La Fiamma Errante, alias Lady Laurence Munro (nata Honlay), moglie di Edward Munro creduta morta a Cawnpore; pazza, si aggira nei monti Sautpourra.
- Goûmi, indiano, 35 anni, ordinanza del colonnello Munro.
- Il capitano Hod, circa 30 anni, appartenente al primo Squadrone della Royal Army, appassionato di caccia alla tigre; "lo si potrebbe prendere per un ufficiale delle truppe native, tanto s'è indianizzato nel suo soggiorno in India".
- Fox, inglese purosangue, attendente del capitano Hod, cacciatore accanito come lui.
- Black, cane del capitano Hod.
- Il sergente Mac Neil, scozzese, 45 anni, ex compagno del colonnello Munro, che gli salvò la vita nel 1857.
- Phann, cane del sergente Mac Neil.
- Kâlouth, indiano di quella categoria di indiani che sopportano il calore dell'India come quello della loro caldaia, guidatore della casa a vapore.
- Mr. Parazard, negro di origine francese, cuoco della casa a vapore; considera il suo mestiere una funzione della massima importanza.
- Storr, inglese, 40 anni, abile meccanico della casa a vapore.
- Mathias Van Guitt, olandese, 50 anni, fornitore di serragli, ex professore di storia naturale presso il Museo di Rotterdam; accompagna le sue parole e le sue azioni come un vecchio comico di provincia.

### Antagonisti
- Dandou-Pant (noto con lo pseudonimo di Nana Sahib), indiano, 42 anni, principe ereditario di Baji Rao e Peïschwah di Poonah, uno dei capi dei moti indiani del 1857, fratello minore di Balao Rao; sua moglie, la Rhani, è stata uccisa da Edward Munro, mentre Lady Munro è stata uccisa nel massacro di Cawnpore, da lui ordinato. Personaggio realmente esistito ma fortemente romanzato dall'autore.
- Balao Rao, indiano, fratello di due anni maggiore di Nana Sahib, fisicamente uguale a lui, tanto che da morto venne scambiato per il fratello.
- La Rhani, indiana, feroce moglie di Nana Sahib, uccisa presso Gwalior da Edward Munro.
- Kâlagani, indiano, fedele servitore di Nana Sahib, buon cacciatore, inviato presso Edward Munro per attirarlo in trappola.
- Altri Sepoy al servizio di Nana Sahib.